# Großherzoglich-Hessische Porzellansammlung

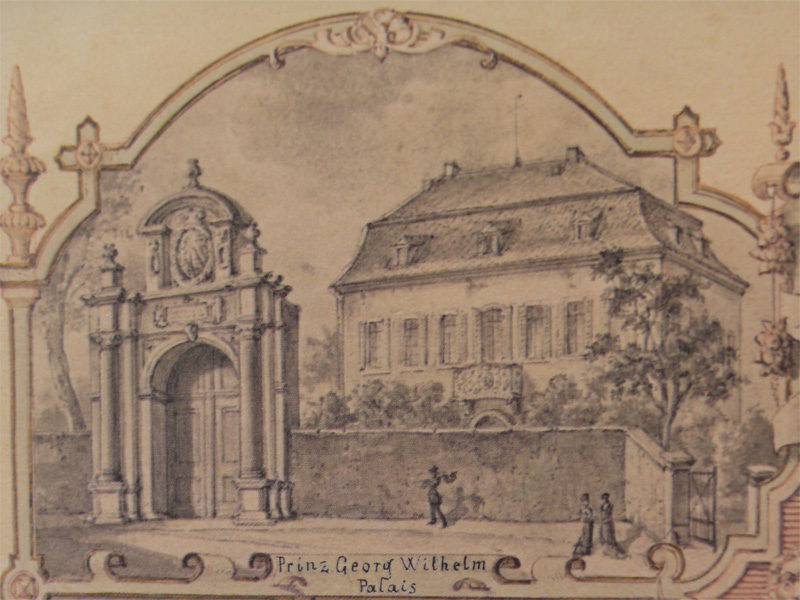
Prinz-Georg-Wilhelm-Palais (um 1884)

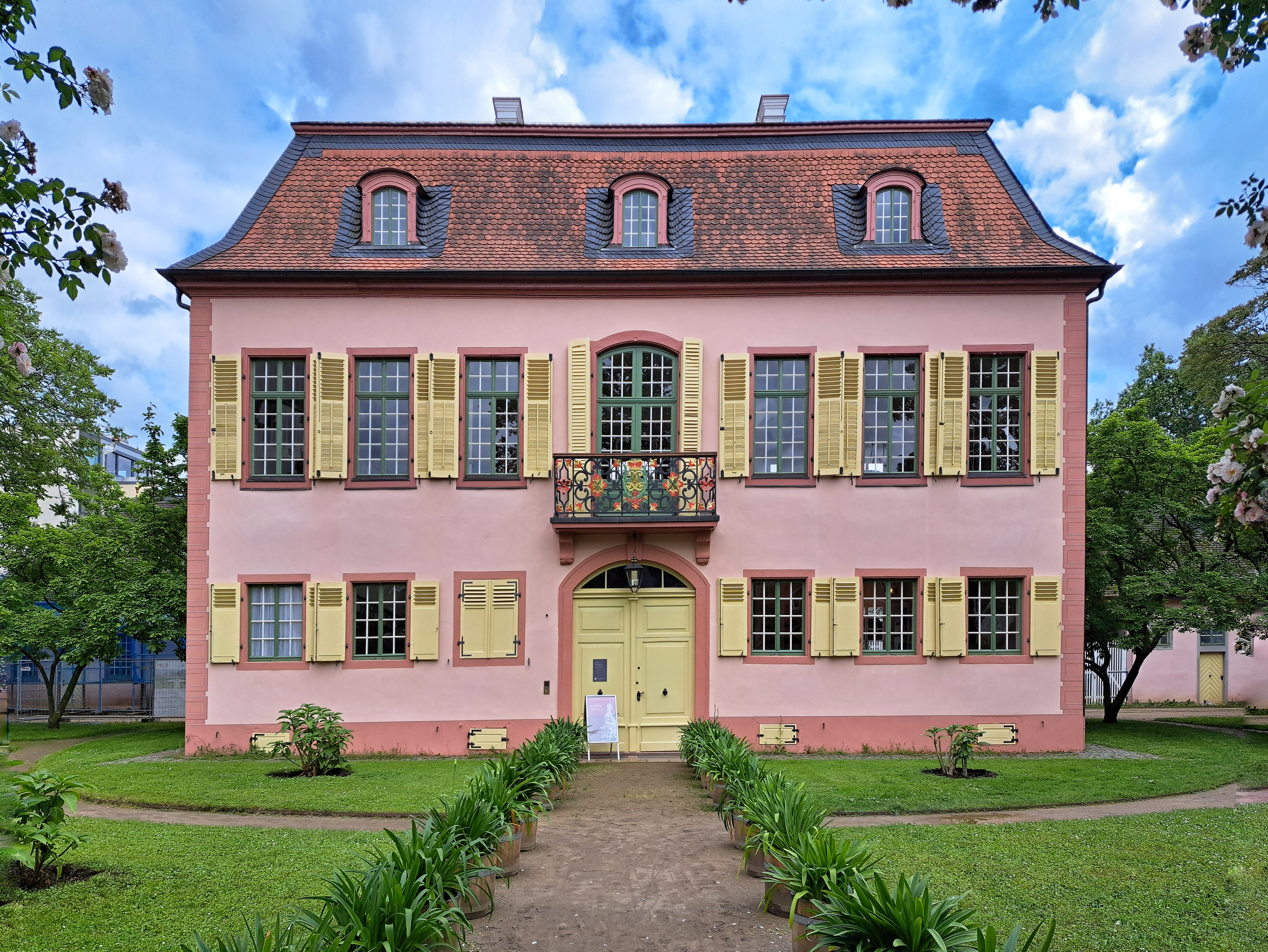
Das Prinz-Georg-Palais – Sitz der Großherzoglich-Hessischen Porzellansammlung

Die Großherzoglich-Hessische Porzellansammlung wurde vom letzten Großherzog Ernst Ludwig von Hessen und bei Rhein gegründet. Bereits kurz nach seinem Regierungsantritt im Jahre 1892 hatte er damit begonnen, seinen privaten Kunstbesitz neu zu ordnen. Die Porzellane und andere keramische Erzeugnisse führte der Großherzog im Prinz-Georg-Palais in Darmstadt zusammen, das er ab 1908 als Museum der Öffentlichkeit zugänglich machte.

## Sammlung
Trotz zahlreicher Neuerwerbungen hat sich die Großherzoglich-Hessische Porzellansammlung den Charakter eines Familieninventars erhalten, das von den Vorlieben der einzelnen Familienmitglieder sowie den dynastischen und diplomatischen Beziehungen des Darmstädter Fürstenhauses geprägt ist. Einen Schwerpunkt der Sammlung bilden die Fayencen und Porzellane der Manufakturen in Kelsterbach, die von den Landgrafen von Hessen-Darmstadt unterstützt wurden. Mit Meißen, Nymphenburg, Höchst, Frankenthal, Wien, Sèvres und St. Petersburg sind weitere bedeutende Manufakturen in der Sammlung vertreten. Diese größeren Bestände werden durch Einzelstücke und Ensembles nahezu aller bekannten europäischen Manufakturen ergänzt. So dokumentiert die eher zufällig als systematisch zusammengetragene Sammlung die Geschichte der höfischen Porzellan- und Fayencekunst und gibt einen Überblick zur künstlerischen Entwicklung der europäischen Keramik von ihren Anfängen bis zum ausgehenden 19. Jahrhundert.

## Jubiläumsausstellung
Die Großherzoglich-Hessische Porzellansammlung in Darmstadt feierte mit der Jubiläumsausstellung „Frühstück bei Hofe“ bis zum 16. November 2008 ihr 100-jähriges Bestehen.
Im Mittelpunkt der Ausstellung standen Frühstücksgeschirr, die in den bedeutendsten europäischen Porzellanmanufakturen entstanden sind. Zusammen mit den in großer Auswahl präsentierten Frühstückstassen gaben sie einen Überblick zur Formen- und Dekorvielfalt im 18. und 19. Jahrhundert. Daneben bildeten das höfische Frühstückszeremoniell und die kulturhistorische Bedeutung von Tee, Kaffee und Schokolade einen weiteren Aspekt der Ausstellung.

## Ausstellung 250 Jahre Kelsterbacher Porzellan
Von 3. April bis 26. Juni 2011 fand in der Großherzoglich-Hessischen Porzellansammlung die Sonderausstellung 250 Jahre Kelsterbacher Porzellan. Die Manufaktur Landgraf Ludwigs VIII. von Hessen-Darmstadt statt. Bei dieser Ausstellung wurden erstmals seit der letzten und bislang einzigen Ausstellung im Jahre 1930 alle in öffentlichen und privaten Sammlungen bekannten Kelsterbacher Porzellanfiguren im Prinz-Georg-Palais zusammengeführt. Einst schmückten sie zum Dessertgang, dem krönenden Höhepunkt des Festmahls, die fürstliche Tafel. Heute geben sie in ihrer thematischen Vielfalt ein lebhaftes Bild von den schnell wechselnden Moden der damaligen Zeit.

## Ausstellung Unterwegs über Stock und Stein
Von 19. August bis 4. November 2012 zeigte die Großherzoglich-Hessische Porzellansammlung die Ausstellung Unterwegs...  über Stock und Stein. Zerbrechliches auf Reisen. Im Mittelpunkt dieser Sonderschau steht das Reisegepäck, das man als standesbewusster Reisender vom späten 17. bis zum frühen 20. Jahrhundert mit sich zu führen pflegte.

## Mein Garten, mein Plaisir!
Mit der von 13. Juli bis 26. Oktober 2014 gezeigten Ausstellung Mein Garten, mein Plaisir! Die Welt des Gartens in Porzellan erinnerte das Museum an den Prinz-Georg-Garten in dessen Besitz Prinz Georg Wilhelm von Hessen-Darmstadt 1764 kam.